# Kepler-154
Kepler-154 (KOI-435) — эруптивная переменная в созвездии Лебедя, удалённая от Земли на 3000 св. лет. В 2014 году было подтверждено наличие в системе экзопланет b и c, а двумя годами позднее, планет d, e и f. У всех пяти планет этой компактной системы период обращения лежит в промежутке от 4 до 62 суток, при этом планеты b и d находятся в орбитальном резонансе 5:3. Некоторые исследователи предполагают что в системе есть ещё и газовый гигант с периодом обращения 3,4 лет.